# Pyroseiulus kethleyi
Genre
Espèce
Pyroseiulus kethleyi est une espèce d'acariens mesostigmates de la famille des Pyrosejidae, la seule du genre Pyroseiulus.

## Distribution
Cette espèce est endémique du Mexique.

## Publication originale
- Kim, 2006 : A new genus and species of Pyrosejidae (Acari: Mesostigmata: Trigynaspida) from Mexico with a new definition of the family. Acarologia (Paris), vol. 46, n. 1/2, p. 19-28.